# Atletismo nos Jogos Pan-Americanos de 1991 - Maratona masculina
A prova da maratona masculina nos Jogos Pan-Americanos de 1991 foi realizada em 3 de agosto em Havana, Cuba.

## Medalhistas
| Ouro                  | Prata                   | Bronze                    |
| Alberto Cuba CUB Cuba | José Santana BRA Brasil | Radamés González CUB Cuba |

### Final
| Posição           | Nome                | Nacionalidade      | Tempo   | Notas |
| ----------------- | ------------------- | ------------------ | ------- | ----- |
| Medalha de ouro   | Alberto Cuba        | CUB Cuba           | 2:19:27 |       |
| Medalha de prata  | José Santana        | BRA Brasil         | 2:19:29 |       |
| Medalha de bronze | Radamés González    | CUB Cuba           | 2:23:05 |       |
| 4                 | Marcelino Crisanto  | MEX México         | 2:24:04 |       |
| 5                 | Leonel Ortiz        | PUR Porto Rico     | 2:25:05 |       |
| 6                 | Kenneth Frenette    | CAN Canadá         | 2:28:02 |       |
| 7                 | Toribio Gutiérrez   | ARG Argentina      | 2:28:35 |       |
| 8                 | William Aguirre     | NCA Nicarágua      | 2:29:20 |       |
| 9                 | Waldemar Cotelo     | URU Uruguai        | 2:29:30 |       |
| 10                | César Mercado       | PUR Porto Rico     | 2:35:31 |       |
| 15                | João Alves de Souza | BRA Brasil         | DNF     | [ 2 ] |
| 15                | Mark Curp           | USA Estados Unidos | DNF     |       |
| 15                | Don Janicki         | USA Estados Unidos | DNF     |       |